# Torneo de la Federación de Fútbol Bonaerense Pampeana
El Torneo Interprovincial de Primera División, conocido también como Torneo de la Federación Bonaerense Pampeana o simplemente Pre-Federal, es una competición oficial de fútbol argentino que obra de clasificación al Torneo Regional Federal Amateur —de la cuarta categoría del fútbol argentino— para los clubes indirectamente afiliados a la AFA que están bajo la órbita de la Federación de Fútbol Bonaerense Pampeana.

## Historia
La federación fue fundada en 2019, tras la fusión de los torneos Federal B y Federal C en el Torneo Regional Federal Amateur. Su objetivo es el de funcionar como clasificación a este último para equipos de más de 40 ligas regionales de la Provincia de Buenos Aires y la Provincia de La Pampa. Su primer certamen fue organizado el mismo año, y resultó campeón el Club El Linqueño, consiguiendo la clasificación junto al Club Bella Vista. Desde 2020 la Federación pasó a formar parte de la presidencia del Departamento de Federaciones del Consejo Federal de Fútbol de la Asociación del Fútbol Argentino.
El torneo se disputa dividido en dos zonas: la sur y la norte. Generalmente se juega entre semana, a doble ronda de eliminación, sin gol de visitante. En todas sus temporadas ha otorgado dos plazas directas al Regional Amateur para los campeones. Entre los ganadores de las zonas se disputa una final anual, con sede a elección —las dos ediciones disputadas con final fueron en Tandil—, cuyo ganador se hace del título de la Federación.
El Linqueño, de la Liga Amateur de Deportes de Lincoln, es el conjunto más ganador del torneo, con dos títulos: ganó las finales de 2019 y la de 2022.

## Campeonatos
| Edición | Año  | Sede de la final         | Campeón                      | Final Resultado          | Subcampeón               | Equipos | Clasificado zona Sur         | Clasificado zona Norte              |
| ------- | ---- | ------------------------ | ---------------------------- | ------------------------ | ------------------------ | ------- | ---------------------------- | ----------------------------------- |
| I       | 2019 | Tandil, Buenos Aires     | El Linqueño                  | 3:2 (1:1)                | Bella Vista              | 22      | Bella Vista                  | El Linqueño                         |
| II      | 2021 | Final anual no disputada | Final anual no disputada     | Final anual no disputada | Final anual no disputada | 32      | Huracán (Ingeniero White)    | Club Social y Deportivo José C. Paz |
| III     | 2022 | Tandil, Buenos Aires     | El Linqueño                  | 2:1 (0:1)                | Embajadores de Olavarría | 42      | Embajadores de Olavarría     | San Lorenzo de Castell              |
| IV      | 2023 | Bolívar, Buenos Aires    | San Francisco (Bahía Blanca) | 4:1 (1:1)                | Argentinos (25 de Mayo)  | 41      | San Francisco (Bahía Blanca) | Argentinos (25 de Mayo)             |